# 罗伯特·克里彭
罗伯特·劳瑞尔·克里彭（Robert Laurel Crippen，1937年9月11日—）曾是一位美国国家航空航天局的宇航员，执行过STS-1、STS-7、STS-41-C以及STS-41-G任务。也是駕駛哥倫比亞號航天飛機完成首次航天飛機任務的飛行員。